# Meteorus colon
Meteorus colon är en stekelart som först beskrevs av Alexander Henry Haliday 1835.  Meteorus colon ingår i släktet Meteorus och familjen bracksteklar. Arten är reproducerande i Sverige. Inga underarter finns listade i Catalogue of Life.